# Polistes myersi
Polistes myersi (Antilliaanse papierwesp of "maribomba") is een vliesvleugelig insect uit de familie van de plooivleugelwespen (Vespidae). De wetenschappelijke naam van de soort werd in 1934 voor het eerst geldig gepubliceerd door Bequaert.